# فریحا توفیق
فریحا توفیق (انگلیسی: Feriha Tevfik؛ 1910 – 22 april ۱۹۹۱ (۸۰−۸۱ سال)) بازیگر اهل ترکیه بود.